# Бородино (стихотворение)
«Бородино́» — стихотворение поэта Михаила Юрьевича Лермонтова. Было написано в  1837 году. Опубликовано в журнале «Современник» в том же 1837 году. Посвящено Бородинскому сражению 7 сентября 1812 года, в котором русская армия сражалась против французского наполеоновского войска.

## История
Считается, замысел стихотворения возник у автора ещё в 1832—1835 годах, когда на начальном этапе литературной идеи было создано стихотворение «Поле Бородина». К 25-летнему юбилею и Бородинской битвы Михаил Лермонтов решил создать новое произведение, которое отличалось особым тематическим содержанием. Активная обсуждаемость известных событий и героического сопротивления народа в год антинаполеоновской кампании в широких слоях общества обусловила проявление повышенного интереса к этому историческому периоду. В частности, писатель в этот период много размышлял о судьбе народа в истории, о прошлом и настоящем России и её народа, о роли конкретного события в истории народа и страны. Анализируя этот аспект, В. Г. Белинский позже отмечал, что ключевой мыслью «Бородина» является «жалоба на настоящее поколение, дремлющее в бездействии, зависть к великому прошлому, полному славы и великих дел». Эта тема лермонтовского творчества получила чрезвычайно широкое распространение в этот период, она красной нитью проходит через многие его поэтические произведения второй половины 1830-х годов. Непосредственным поводом к написанию стихотворения послужило знакомство Лермонтова с воспоминаниями Афанасия Алексеевича Столыпина (1788—1864), ветерана Отечественной войны, который был младшим братом бабушки поэта. В какой-то степени образ отстранённого повествователя в стихотворении на прототипическом уровне пересекается с личностью Столыпина, несмотря на то, что нарративный компонент стихотворения представляется не офицером, а безымянным солдатом-рассказчиком, мудрым (всеведающим) и проницательным участником освободительной войны, что придаёт стихотворному тексту эпичность и мотивирует его фольклорное наполнение. Этот солдат-артиллерист весьма точно передаёт хоть и стихийные, но эпохальные настроения, характерные для беспристрастного народного начала, по определению являющегося внеличностным.

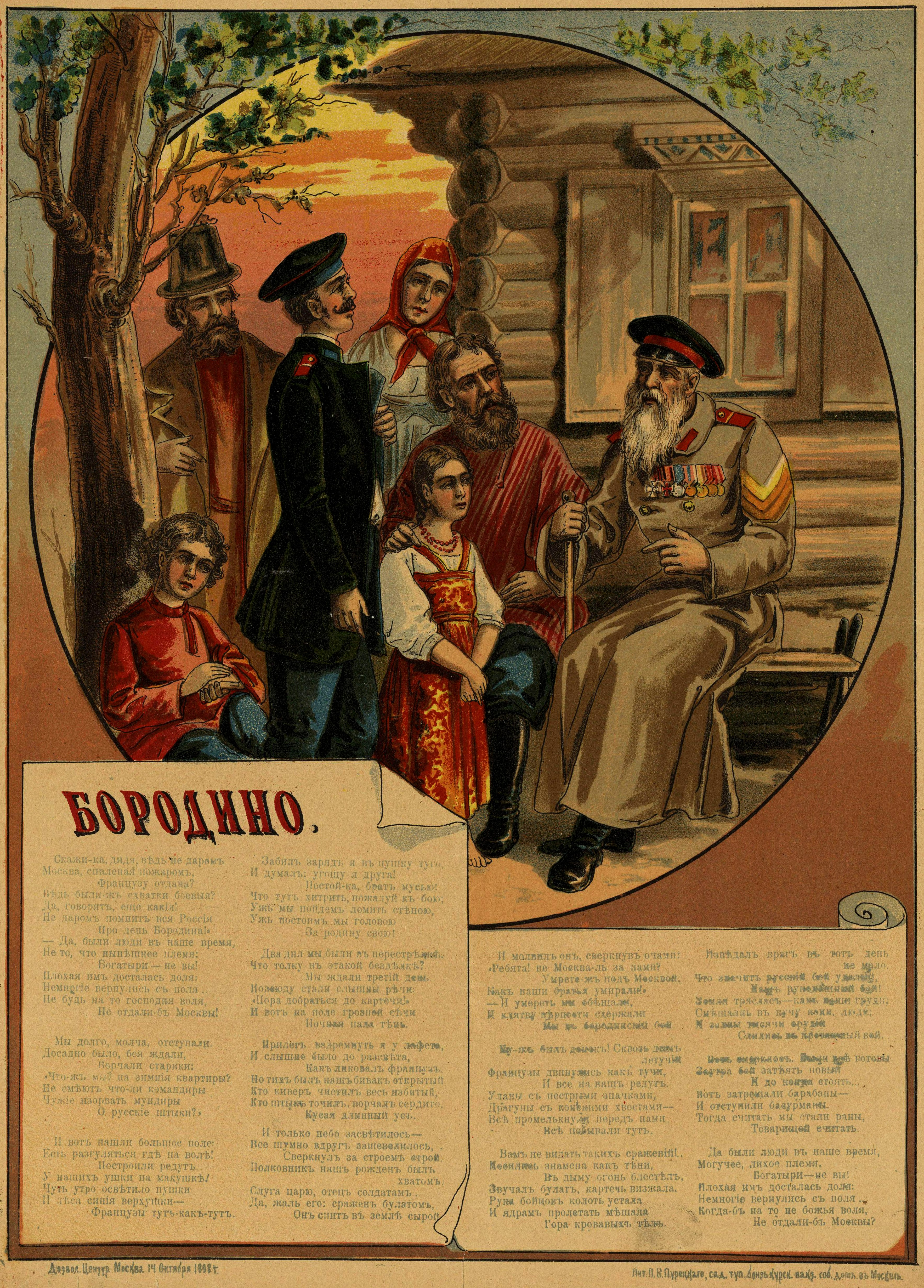
Бородино. Стих. Коллаж Пурецкого М., 1898 г.

Именно народный облик солдата-рассказчика определяет неподражаемую сказовую манеру батального нарратива, которая получает органичное звучание. Такое своеобразное нарративное освещение исторической битвы придаёт ей эпохальный, универсальный масштаб, при этом само Бородинское сражение приобретает особую достоверность. Сперва ветеран описывает события, предшествовавшие самому сражению: длительное отступление русской армии, тщательный выбор места предстоящего сражения, подготовительные работы перед боем, клятва верности воинов своему патриотическому долгу. Далее автор акцентирует внимание на протяжённости ожесточённого сражения и передаёт психологическое и нравственное состояние русского войска после завершения боя. Непримиримый антагонизм двух временных культурно-исторических планов актуализирует авторский рефрен, являющийся ключевым для всего понимания стихотворения:
Да, были люди в наше время,

Не то, что нынешнее племя,

Богатыри — не вы!

Автор обращается к поиску идеала в прошлом, тема искания эксплицитно заявлена в другом важном тексте Лермонтова: «Песня про царя Ивана Васильевича, молодого опричника и удалого купца Калашникова», который также был написан в 1837 году. Что касается стилевого наполнения стихотворения, то о нём достаточно ёмко и полновесно отозвался Белинский: «благороден, силен и полон поэзии».
Неизвестный автор переложил стихотворение Лермонтова на музыку, после чего оно получило широкое распространение как народная песня.
Подробный стиховедческий и культурно-исторический анализ поэтического текста М. Ю. Лермонтова представлен в труде литературоведа, театроведа и педагога Сергея Николаевича Дурылина «Как работал Лермонтов» (издан в Москве в 1934 году), а также в книге известного советского языковеда и литературоведа Виктора Владимировича Виноградова «Очерки по истории русского литературного языка» (Москва, 1938). Следует обратить внимание на литературоведческое исследование Николая Бродского, которое посвящено именно этому стихотворению и называется «„Бородино“ Лермонтова и его патриотические традиции» (увидело свет в 1948 году) и на научную статью Л. В. Кутьевой «К изучению стихотворения Лермонтова „Бородино“», которая была опубликована в первом номере литературоведческого периодического издания «Русская словесность» за 1898 год.

## Сюжет
Молодой солдат расспрашивает старшего о сражении у деревни Бородино, в котором тот принимал участие:
Скажи-ка, дядя, ведь недаром

Москва, спалённая пожаром,

Французу отдана?

Ведь были ж схватки боевые,

Да, говорят, ещё какие!

Недаром помнит вся Россия

Про день Бородина!

Ветеран («дядя» — обращение к старослужащим солдатам) восхваляет своё поколение и возмущается нынешним:
Да, были люди в наше время,

Не то, что нынешнее племя:

Богатыри — не вы!

Плохая им досталась доля:

Немногие вернулись с поля…

Не будь на то Господня воля,

Не отдали б Москвы!

Старый солдат рассказывает про битву. По приказу командиров русские войска отступают. Этим недовольны старые вояки, а затем находят место для финальной битвы:
И вот нашли большое поле:

Есть разгуляться где на воле!

Построили редут.

Перестрелка идёт 2 дня, но не приносит никаких результатов. Вот уже третий день русские войска бездействуют, и радости французов нет предела:
Прилёг вздремнуть я у лафета,

И слышно было до рассвета,

Как ликовал француз.

Утром полковник произносит речь, вселяя в солдат уверенность в своей победе:
Ребята! Не Москва ль за нами?

Умрёмте ж под Москвой,

Как наши братья умирали!

Начинается Бородинская битва:
Вам не видать таких сражений!..

Носились знамёна, как тени,

В дыму огонь блестел,

Звучал булат, картечь визжала,

Рука бойцов колоть устала,

И ядрам пролетать мешала

Гора кровавых тел.

Французы узнают, «что значит русский бой удалый». Русские воины готовы стоять до конца, но французы отступают.
Вот затрещали барабаны —

И отступили басурманы.

Тогда считать мы стали раны,

Товарищей считать.

Да, были люди в наше время,

Могучее, лихое племя:

Богатыри — не вы.

Плохая им досталась доля:

Немногие вернулись с поля.

Когда б на то не Божья воля,

Не отдали б Москвы!